# ウルスラ・ドナート
ウルスラ・ドナート（Ursula "Ulla" Donath、1931年7月30日 - ）は、旧東ドイツの陸上競技選手。1950年代から1960年代にかけて活躍した女子短中距離選手。1960年ローマオリンピックの銅メダリストである。ラトビア、サルドゥス州出身。

## 経歴
ドナートは、現在のラトビア出身であるが、第二次世界大戦により、ラトビアからポーランドのポズナンに転居した後、第二次世界大戦後は東ドイツのベルリン南方のブランデンブルク州ルッケンヴァルデに移り住みここで育った。
1952年に、東ドイツ選手権の800mを制し、初めての国内タイトルを獲得。1953年から1955年にかけて400mで3つのヨーロッパ新記録を樹立（1953年:55秒7、1954年:55秒0、1955年:54秒4）。しかし、1956年メルボルンオリンピックには、女子400mは正式種目ではなかったため出場はできなかった。
1958年に、長男を出産。そのため、1958年のヨーロッパ選手権には出場はできなかった。2年後のローマオリンピックでは、32年ぶりに女子800mが正式種目として復活。ドナートは、2分05秒6で、ソ連のリュドミラ・リセンコ、オーストラリアのブレンダ・ジョーンズに次いで3位でゴール。銅メダルを獲得した。
1961年に現役を引退。1991年までザクセン＝アンハルト州にあるマルチン・ルター大学で体育の教師を務めた。

## 主な実績
| 年   | 大会         | 場所             | 種目 | 結果 | 記録     |
| ---- | ------------ | ---------------- | ---- | ---- | -------- |
| 1960 | オリンピック | ローマ(イタリア) | 800m | 3位  | 2分05秒6 |